# Medical Physics
Medical Physics (Kurzbezeichnung nach ISO 4: Med. Phys.) ist eine wissenschaftliche Fachzeitschrift mit Peer-Review, die seit 1974 existiert und von der Verlagsgruppe John Wiley & Sons im Auftrag der American Association of Physicists in Medicine herausgegeben wird.
Der thematische Bereich der Artikel in Medical Physics umfasst Forschung zu Anwendungen von theoretischer und experimenteller Physik und Mathematik in Medizin und Humanbiologie.
Medical Physics funktioniert nach einem hybriden Finanzierungsmodell. Im Standardfall erfordert der Zugriff auf die Artikel ein kostenpflichtiges Abonnement; Autoren können jedoch gegen zusätzliche Veröffentlichungsgebühren ihre Artikel als Open Access den Lesern für diese kostenfrei zugänglich zu machen. Dabei stehen den Autoren verschiedene Lizenzen zur Auswahl.
Mit einem Impact Factor (IF) von 3,177 für das Jahr 2018 nimmt die Zeitschrift in der Statistik der Journal Citation Reports (JCR) den 35. von 129 Plätzen im Bereich Radiologie, Nuklearmedizin und medizinische Bildgebungsverfahren ein. Die Platzierung nach IF hat sich damit im Lauf der letzten Jahre verschlechtert; für das Jahr 2000 stand die Zeitschrift in ihrem Themenbereich noch an dreizehnter Stelle unter damals 80 Titeln. Bezüglich der absoluten Zitationszahlen steht das Journal mit 26.715 Zitaten aus dem Jahr 2018 aber immer noch an achter Stelle in seiner Kategorie.
Wissenschaftlicher Herausgeber von Medical Physics ist Jeffrey F. Williamson von der Washington University (USA); sein Stellvertreter ist Shiva K. Das von der University of Michigan (ebenfalls USA).